# Pannessières
Pannessières – miejscowość i gmina we Francji, w regionie Burgundia-Franche-Comté, w departamencie Jura.
Według danych na rok 1990 gminę zamieszkiwało 505 osób, a gęstość zaludnienia wynosiła 94 osoby/km² (wśród 1786 gmin Franche-Comté Pannessières plasuje się na 314. miejscu pod względem liczby ludności, natomiast pod względem powierzchni na miejscu 776.).